# Кобкекура
Кобкекура (ісп. Cobquecura) — селище в Чилі. Адміністративний центр однойменної комуни. Населення — 1493 особи (2002). Селище і комуна входить до складу провінції Ітата і регіону Ньюбле.
Територія комуни — 570,3 км². Чисельність населення — 5355 жителів (2007). Щільність населення — 9,39 чол./км².

## Розташування
Селище розташоване за 80 км північно-західніше адміністративного центру регіону — міста Чильян.
Комуна межує:
- на півночі — з комуною Пельюуе;
- на північному сході — з комуною Каукенес;
- на сході — з комуною Кіріуе;
- на півдні — з комуною Трегуако.

На заході комуни розташований Тихий океан.